# Кантор, Карл Моисеевич
Карл Моисе́евич Ка́нтор (фамилия при рождении — Бондарев; 22 декабря 1922, Буэнос-Айрес — 9 февраля 2008, Москва) — советский и российский философ и искусствовед. Теоретик искусства и один из основоположников технической эстетики и теории дизайна в СССР. Кандидат философских наук.

## Биография
Родился в семье эмигрантов из России, Моисея Исааковича Кантора, профессора минералогии университета Ла-Плата и испаноязычного драматурга, и Иды Исааковны Бондаревой, одной из основателей Коммунистической партии Аргентины (в детстве носил фамилию матери). С назначением М. И. Кантора заведующим кафедрой минералогии Тимирязевской сельскохозяйственной академии в июле 1926 года вернулся вместе с родителями в Москву.
В 1941—1947 годах в армии, участник Великой Отечественной войны, летчик.
В 1952 году окончил философский факультет МГУ имени М. В. Ломоносова.
В 1953—1957 годах преподавал философию в Московском гидромелиоративном институте.
В 1964 году защитил диссертацию на соискание учёной степени кандидата философских наук по теме «Теоретические проблемы технической эстетики» (1964).
Один из инициаторов создания (1957) и заместитель главного редактора журнала «Декоративное искусство СССР», фактически руководил журналом.
В 1964 году вместе с Е. А. Розенблюмом был одним из основателей Сенежской экспериментальной студии дизайна, автором концепции «свободного целеполагания», «открытой формы» дизайн-проектирования и формообразования как «длящейся системы».
В 1965—1967 годах возглавлял (по совместительству) лабораторию теории технической эстетики ВНИИТЭ. С 1971 года — в Институте международного рабочего движения АН СССР (позднее переименован в Институт сравнительной политологии РАН). После упразднения Института сравнительной политологии РАН как самостоятельного научного учреждения в 2005 — ведущий научный сотрудник Института социологии РАН.
В. Межуев упоминал, что после того как Кантор ушел из Фонда Горбачева, он долго болел. Похоронен в Москве на Востряковском кладбище.
Называл своим «ближайшим другом и Духовным Наставником, Учителем Жизни» Александра Александровича Зиновьева. Одним из самых ярких представителей плеяды философских интеллектуалов, теоретиков искусства 60-70-х годов указывал Кантора Вадим Межуев.

## Семья
Старший сын Карла Моисеевича, Владимир (род. 1945) — писатель, литературовед и специалист по русской философии, младший сын Максим (род. 1957) — известный художник и писатель. Внук — доктор Г. М. Кантор (род. 1980), антиковед.
Сестра — Лиля Герреро, аргентинская поэтесса, эссеистка, драматург, переводчица современной русской поэзии (главным образом В. В. Маяковского) и прозы на испанский язык.
В. Межуев высказывался: «…Надо знать двоих его детей — Максима и Владимира. Каждый из них по-своему знаменит. Максим — замечательный художник, у него недавно вышла нашумевшая книга. Владимир — литературовед и философ, много и хорошо пишущий. По-моему, Максим больше следует заветам отца. Володя же с ним разошелся в силу того, что не принял марксизм».

## Труды

### Книги
- Красота и польза: Социологические проблемы материально-художественной культуры. — М.: Искусство, 1967.
- Людмила и Дмитрий Шушкановы: О художественном образе быта в станково-прикладном искусстве. — М.: Советский художник, 1982.
- Тысячеглазый Аргус: Искусство и культура. Искусство и религия. Искусство и гуманизм. — М.: Советский художник, 1990. ISBN 5-269-00310-4
- История против прогресса: Опыт культурно-исторической генетики. — М.: Наука, 1992. ISBN 5-020-08163-9
- Правда о дизайне. Дизайн в контексте культуры доперестроечного тридцатилетия (1955—1985). — М.: АНИР, 1996. ISBN 5-86913-005-0
- Двойная спираль истории: Историософия проектизма. Т. 1: Общие проблемы. — М.: Языки славянской культуры, 2002. ISBN 5-94457-035-0 - "Впечатляет своей масштабностью, широтой философско-исторического видения"[9].
- Тринадцатый апостол. — М.: Прогресс-Традиция, 2008. ISBN 5-89826-225-3

### Сборники под редакцией
- Искусство и промышленность / Под ред. В. П. Толстого, К. М. Кантора. — М.: Искусство, 1967.
- Буржуазная литература по теоретическому наследию К. Маркса: Реф. сб. / Отв. ред. К. М. Кантор; Ред.-сост. Ю. А. Кимелев. — М.: ИНИОН, 1978. — (Проблемы соврем. зарубеж. философии).
- Кентавр перед сфинксом: Германо-российские диалоги / Под ред. К. М. Кантора. — М.: Апрель-85, 1995. ISBN 5-86493-005-9
- Феномен Зиновьева / Сост. А. А. Гусейнов, О. М. Зиновьева, К. М. Кантор. — М.: Современные тетради, 2002. ISBN 5-88289-200-7

### Избранные статьи
- Полезное и прекрасное в прикладном искусстве // Декоративное искусство СССР. 1958. № 6.
- Эстетическое воспитание и творчество // Искусство и коммунистическое воспитание. М., 1960. С. 65—81.
- Возрожденный Баухауз // Декоративное искусство СССР. 1964. № 7.
- Пути изучения дизайна // Техническая эстетика. 1966. № 1.
- Общественная природа дизайна // Декоративное искусство СССР. 1966. № 10.
- Социальные основы промышленного искусства // Искусство и промышленность / Под ред. В. П. Толстого, К. М. Кантора. М., 1967. С. 10—20.
- К проблеме общественной природы дизайна // Вопросы технической эстетики. 1970. Вып. 2. С. 18—80.
- Некоторые методологические проблемы изучения современного рабочего класса развитых капиталистических стран // Борьба классов и современный мир (Актуальные проблемы рабочего движения стран развитого капитализма) / Отв. ред. А. А. Искендеров. М., 1970. С. 47—67.
- Споры и художественная практика // Декоративное искусство СССР. 1970. № 10. С. 1—5.
- О промышленном проектировании, дизайне и идее тотального проектирования // Научно-технический прогресс и искусство: Симпозиум, ноябрь 1970 г. М., 1971. С. 124—128.
- Социальный функционализм и культура (о книге Дж. Нельсона «Проблемы дизайна») // Нельсон Дж. Проблемы дизайна / Пер. Д. Э. Куниной, Д. В. Сильвестрова. М., 1971. С. 6—32.
- Соотношение социальной организации и индивида в условиях научно-технической революции (О теоретических основах концепции Роже Гароди) // Вопросы философии. 1971. № 10. С. 39—51.
- Научно-техническая революция и современный рабочий класс (О теоретических взглядах Роже Гароди) // Вопросы философии. 1971. № 12. С. 30—42.
- Zur Kritik der theoretischen Konzeption Roger Garaudys // Deutsche Zeitschrift für Philosophie. Bd. 20/7. 1972. S. 829—856.
- Научный коммунизм и современный утопический социализм (О методологическом значении трудов Ф. Энгельса для критики современных форм утопического социализма) // Ф. Энгельс и мировое революционное движение. Ч.2: Наследие Энгельса и проблемы классовой борьбы на современном этапе. М., 1972. С. 102—115.
- О методах изучения проблемы культурного взаимодействия // Декоративное искусство СССР. 1972. № 9.
- Мировой революционный процесс и международное рабочее движение (К критике антимарксистских концепций) // Вопросы философии. 1972. № 12. С. 77—88; 1973. № 1. С. 96—111.
- Мода как стиль жизни // Мода: за и против / Сост. В. И. Толстых. М., 1973. С. 141—203.
- Будни искусства и праздник труда // Декоративное искусство СССР. 1976. № 6. С. 1—10.
- Экология и прогресс (К критике сциентистско-футурологического отрицания общественного прогресса) // Вопросы философии. 1977. № 8. С. 106—116.
- Дизайн без иллюзий // Декоративное искусство СССР. 1981. № 10. С. 15—18.
- Опыт социально-философского объяснения проектных возможностей дизайна // Вопросы философии. 1981. № 11. С. 84—96.
- Философия и культура в историческом развитии человечества // Вопросы философии. 1983. № 7. С. 86—99.
- Золотое сечение эксподизайна // Декоративное искусство СССР. 1983. № 12.
- Как быть с дизайном?: [Пробл. перестройки в изобразит. искусстве] // Декоративное искусство СССР. 1987. № 2.
- Революция как социокультурный феномен // Вопросы философии. 1987. № 11. С. 79—94.
- Наследие Апеллеса: Об античных корнях ренессансного реализма и о возрождении Возрождения // Искусство. 1987. № 12. С. 42—46.
- Социокультурные основы обновления мира // Марксизм-ленинизм и реалии конца XX столетия. М., 1988.
- Ренессанс и мы // Декоративное искусство СССР. 1988. № 1. С. 29—31.
- Делай что хочешь — твори добро // Философия и социология науки и техники. Ежегодник 1988—1989. М., 1989. С. 150—204.
- Без истины стыдно жить // Вопросы философии. 1989. № 3. С. 14—21. (Андрей Платонов — писатель и философ: Материалы дискус.)
- Два проекта всемирной истории // Вопросы философии. 1990. № 2. С. 76—86.
- Two Designs of Universal History // Soviet Studies in Philosophy. Vol. 29/4. 1991. P. 35—58.
- Сияющая высота словесности: О сатирико-дифирамбическом, трагико-комическом, эпико-лирическом и художественно-научном произведении «Зияющие высоты» и о его авторе Александре Александровиче Зиновьеве // Октябрь. 1991. № 1. С. 30—35.
- Суд скорый и неправедный // Марксизм: pro и contra. М., 1992. С. 138—153.
- Россия и Запад: взаимодействие культур // Вопросы философии. 1992. № 6.
- Путь к цивилизации — каков он? // Вопросы философии. 1992. № 11. С. 34—43.
- A Quick and Unjust Trial // Studies in East European Thought. Vol. 45. 1993. P. 75—88.
- Der steinerne Kranz der Qualen: Ein Denkmal für Babij Jar // Via Regia — Kulturstrasse Europas. Hft. 15. 1994.
- Die Schönheit der verschrotteten Panzer: Eine Reise durch Norwegen zur Vision eines Kunstwerkes // Via Regia — Kulturstrasse Europas. Hft. 17. 1994.
- Die Schatten des Sieges: 50 Jahre danach // Via Regia — Kulturstrasse Europas. Hft. 26/27. 1995.
- Кентавр перед сфинксом // Кентавр перед Сфинксом: Германо-российские диалоги. М., 1995. С. 38—59.
- Немецкая идеология Маркса-Энгельса и русский марксизм (к проблеме социокультурных взаимоотношений России и Германии) // Вопросы философии. 1995. № 12. C. 88—108.
- О глобальном кризисе истории в социокультурном измерении // ПОЛИС: Политические исследования. 1996. № 3. С. 135—145.
- Четвёртый виток истории // Вопросы философии. 1996. № 8. С. 19—41.
- Дезинтеграционно-интеграционная спираль всемирной истории // Вопросы философии. 1997. № 3. С. 31—47.
- Свободная личность как идеал культуры. Некоторые аспекты проблемы в свете учения К.Маркса // Свободная мысль. 1997. № 10. C. 87—96.
- На башне броневика и в мавзолее // Вопросы философии. 1998. № 8. C. 86—103.
- Art as a Historical Yardstick in the Marxist View of History // Research on Marxist Aesthetics. Vol. 3. Guangxi, 2000. P. 83—117. (Текст на кит. яз.)
- Проектность мира, культуры, истории // Декоративное искусство. 2001. № 1. C. 43—46.
- Поэзия Александра Зиновьева // Феномен Зиновьева. М., 2002. С. 371—381.
- Прогноз Энгельса // Альтернативы. 2002. № 3. С. 2—25.
- Три духовных потенции // Вопросы философии. 2002. № 12. С. 50—54.
- Так это было. Неовеществленная утопия // Декоративное искусство. 2003. № 3—4.
- Глобализация? — Да! Но какая? // Вопросы философии. 2006. № 1. С. 25—37.
- Из мюнхенских разговоров с Александром Зиновьевым // Вопросы философии. 2007. № 4. С. 84—93.
- Взрывная роль литературных произведений Александра Зиновьева, или Сияющая высота словесности // Зиновьевские чтения: Материалы I Международной научной конференции. Москва, 15—16 мая 2007 г. М., 2007. С. 102—114.
- From my Munich conversations with Aleksandr Zinov’ev // Russian Studies in Philosophy. Vol. 46/3. Winter 2007—2008. P. 50—64.
- Беседы Карла Кантора с Александром Зиновьевым о Маяковском // Зиновьев. № 1(2). 2008. С. 38—39.
- Логическая социология Александра Зиновьева как социальная философия // Александр Александрович Зиновьев / Под ред. А. А. Гусейнова. М., 2009. С. 224—245.
- Очаги истории // Вопросы философии. 2009. № 3. С. 32—52.
- Россия — бета-паттернальный ансамбль // Вопросы философии. 2012. № 12. С. 73—85.